# Kąty Goździejewskie Pierwsze
Kąty Goździejewskie Pierwsze es un pueblo de Polonia, en Mazovia.  Se encuentra en el distrito (Gmina) de Dębe Wielkie, perteneciente al condado (Powiat) de Mińsk. Se encuentra aproximadamente a 7 kilómetros  al norte de Dębe Wielkie, a 12 km al noroeste de Mińsk Mazowiecki, y a 32 km  al este de Varsovia. Su población es de 230 habitantes.